# Hadleigh Heath

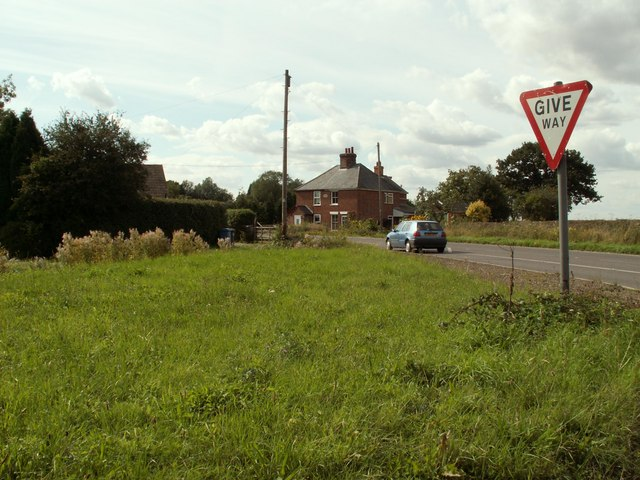
Hadleigh Heath

Hadleigh Heath är en by (hamlet) i Polstead, Babergh, Suffolk, östra England. Den har en byggnad som kallas Evans Hall.